# فرسمولد
شهر فرسمولد (به آلمانی: Versmold) در ایالت نوردراین-وستفالن در کشور آلمان واقع شده‌است.